# Ordens do Colégio dos Cardeais
O Colégio dos Cardeais encontra-se dividido em 3 ordens:
1. Cardeais-bispos;
2. Cardeais-presbíteros;
3. Cardeais-diáconos.

Note-se que esta estratificação dos cardeais em ordens é hoje apenas honorífica, não implicando que, por exemplo, um cardeal-diácono seja menos influente que um cardeal-presbítero. Independentemente da ordem na qual se insere, a influência de um cardeal advém dos cargos que exerce.

## Ordem dos cardeais-bispos
A ordem dos cardeais-bispos é constituída apenas por:
- 6 cardeais de rito latino;
- Patriarcas de rito oriental (actualmente 4) que tenham sido nomeados cardeais.

Os cardeais-bispos de rito latino são geralmente detentores de importantes cargos da Cúria Romana. Cada cardeal-bispo de rito latino é titular de uma das 7 dioceses suburbicárias de Roma (o Decano do Colégio dos Cardeais acumula a sua diocese suburbicária com a de Ostia).
Os patriarcas de rito oriental quando são elevados à dignidade cardinalícia ingressam na ordem dos bispos, ficando hierarquicamente abaixo dos cardeais-bispos de rito latino.

## Ordem dos cardeais-presbíteros
A ordem dos cardeais-presbíteros é constituída maioritariamente por:
- Cardeais que são simultaneamente arcebispos metropolitanos;
- Cardeais da Cúria Romana que anteriormente tenham sido arcebispos metropolitanos;
- Antigos cardeais-diáconos que tenham perfeito 10 anos após a nomeação para cardeal e tenham optado pela promoção automática a cardeal-presbítero.

## Ordem dos cardeais-diáconos
A ordem dos cardeais-diáconos é constiuída maioritariamente por:
- Cardeais da Cúria Romana, pois tal como a origem etimológica da palavra diácono indica (diácono quer dizer servo e vem do grego diakoneo que quer dizer servir) auxiliam o Papa ocupando importantes cargos eclesiásticos;
- Presbíteros com idade superior a 80 anos que foram nomeados cardeais.